# Guatteria jamundensis
Guatteria jamundensis este o specie de plante angiosperme din genul Guatteria, familia Annonaceae, descrisă de Robert Elias Fries. Conform Catalogue of Life specia Guatteria jamundensis nu are subspecii cunoscute.